# Fläckig sjökock
Fläckig sjökock (Callionymus maculatus) är en fisk i familjen sjökocksfiskar som finns från nordöstra Atlanten till Nordafrika.

## Utseende
Den fläckiga sjökocken är långsmal med ett stort, brett huvud och en framåtriktad mun. Den har två ryggfenor, den främre med taggstrålar. Den första taggstrålen är längre än de övriga hos hanen, men skillnaden är inte lika stor som hos randig sjökock. Gällocket har en tagg med fyra spetsar. Hanen har ljusblå och mörkbruna fläckar; honan är brungrå på ovansidan, och har ett brunt tvärstreck på bakkroppen. Ryggfenorna är fläckiga; den bakre har 4 rader fläckar hos hanen, och 2 hos honan. Honan kan bli 13 cm lång, hanen 16 cm.

## Vanor
Arten är en bottenfisk som föredrar mjuka bottnar (sand eller lera) på upp till 200 meters djup. (Äldre verk uppger ibland 650 meter som maxdjup ). Födan består av bottendjur som maskar, snäckor och kräftdjur.

### Fortplantning
Den fläckiga sjökockens parningstid infaller under våren. Leken påminner om den hos randig och nätmönstrad sjökock, med hanen och honan som simmar uppåt buk mot buk medan de avger ägg och mjölke. Både äggen och larverna är pelagiska.

## Utbredning
Utbredningsområdet omfattar östra Atlanten från södra Island, större delen av norska kusten, Skagerack, Kattegatt, och vidare kring Brittiska öarna längs europeiska Atlantkusten ner till Medelhavet (men ej Svarta havet) och Senegal. Arten fortplantar sig i Sverige.